# Stare Miasto (Police)
Stare Miasto – historyczna dzielnica miasta Police na Pomorzu Zachodnim. Główną częścią Starego Miasta jest Rynek z Placem Chrobrego. Średniowieczny układ ulic został częściowo zakłócony przez niepełną odbudowę po zniszczeniach w czasie II wojny światowej i nowe powojenne elementy zabudowy niebędące wiernymi kopiami stanu sprzed wojny.
Z powodu kilku powodzi grunt, na którym leży Stare Miasto, został podwyższony.

## Zabytki
- Gotycka kaplica z ok. XV w. pozostałość po kościele z XIII wieku na Rynku Starego Miasta – Plac Bolesława Chrobrego;
- Neogotycki kościół Mariacki;
- Lapidarium Polickie w Parku Staromiejskim;
- kamienice z XIX w.

## Kościoły Mariackie Polic

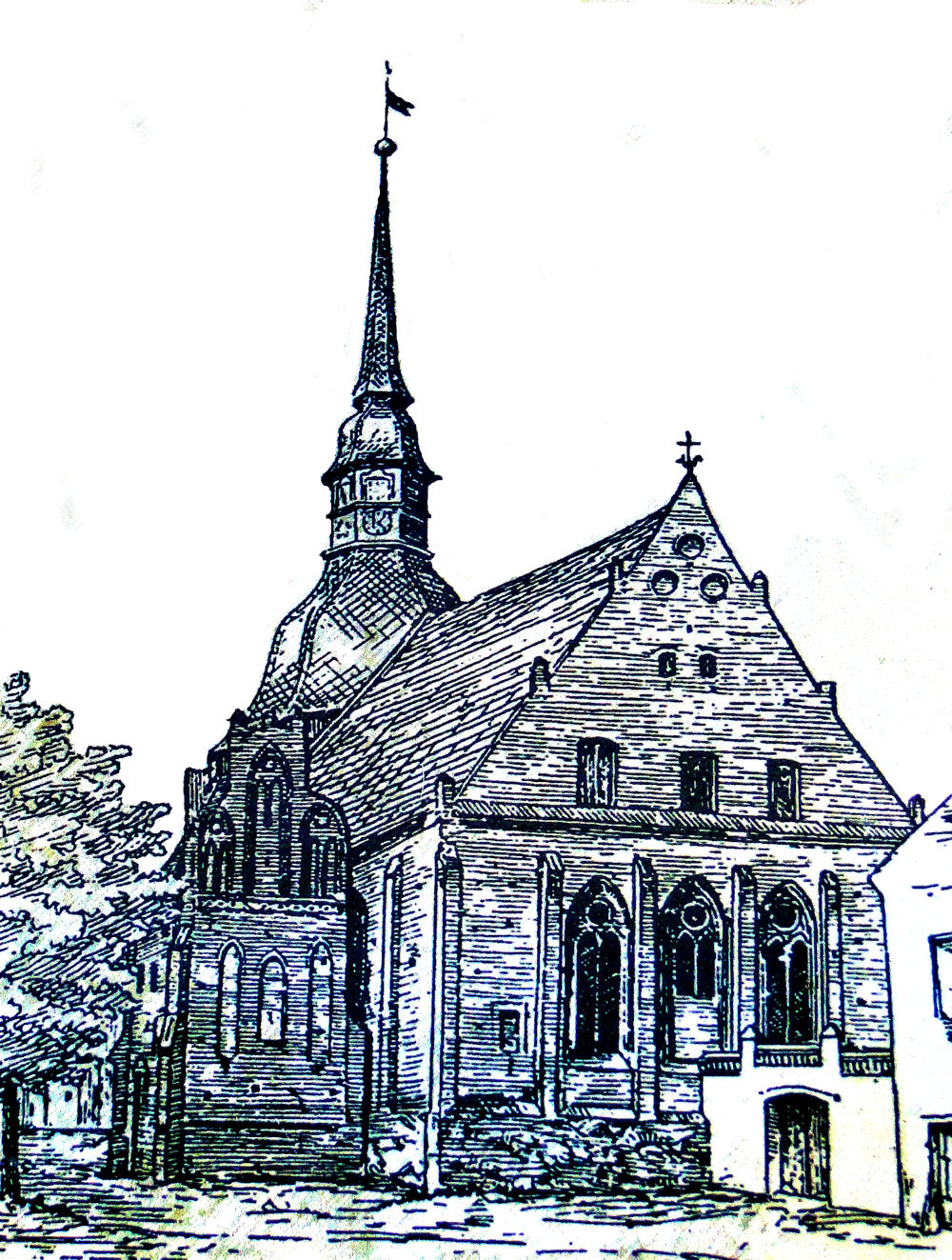
Rycina E. Wechselmanna z 1884 r. przedstawiająca nieistniejący kościół Mariacki w Policach oraz zachowaną do dziś kaplicę

W południowej części Starego Miasta przy ulicy Wojska Polskiego znajduje się neogotycki kościół Mariacki z XIX wieku pod wezwaniem Niepokalanego Poczęcia Najświętszej Maryi Panny. Zastąpił dawny gotycki kościół Mariacki z XIII wieku, znajdujący się do XIX wieku na Rynku Starego Miasta, w okresie wprowadzania gruntownych zmian w architekturze miasta. W czasie II wojny światowej został zniszczony dach, ogołocono też wnętrze. Po wojnie dach odbudowano. 1 czerwca 1951 roku erygowano parafię pw. Niepokalanego Poczęcia Najświętszej Maryi Panny. Widoczna z daleka strzelista wieża o wysokości ponad 60 metrów jest charakterystycznym elementem panoramy miasta. Obok kościoła neogotyckiego znajduje się cmentarz i Park Staromiejski (zobacz artykuł „Police”: Zieleń miejska) z Lapidarium Polickim.
Pozostałością po XIII-wiecznym gotyckim Kościele Mariackim jest XV-wieczna kaplica na Rynku Starego Miasta.

## Pozostałe miejsca i obiekty Starego Miasta
- Ratusz z 1906 roku nie został odbudowany po II wojnie światowej.
- Park Staromiejski – park w Starym Mieście. W środku parku znajduje się Lapidarium Polickie. Na wschód od parku znajduje się Kościół Mariacki z XIX wieku.
- W południowej części Starego Miasta na początku XX wieku znajdowała się stocznia rzeczna oraz działające do przełomu XX i XXI wieku Kino „Bajka”.
- Na zachodnim krańcu Starego Miasta znajduje się Urząd Gminy i Miasta Police oraz dworzec kolejowy Police na linii kolejowej Szczecin-Police-Trzebież.

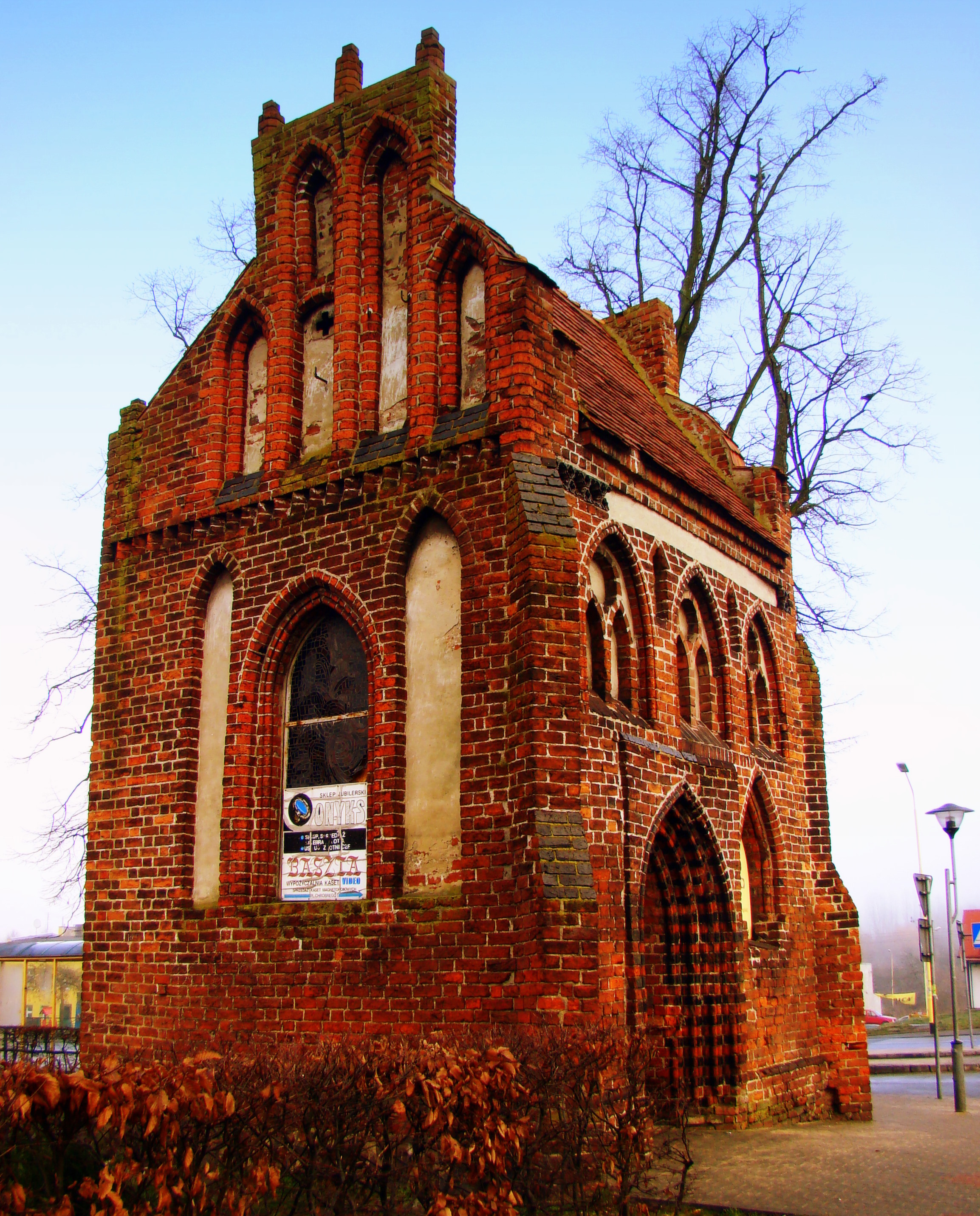
Kaplica gotycka na Placu Chrobrego z XV wieku, Police, Rynek Starego Miasta w Policach
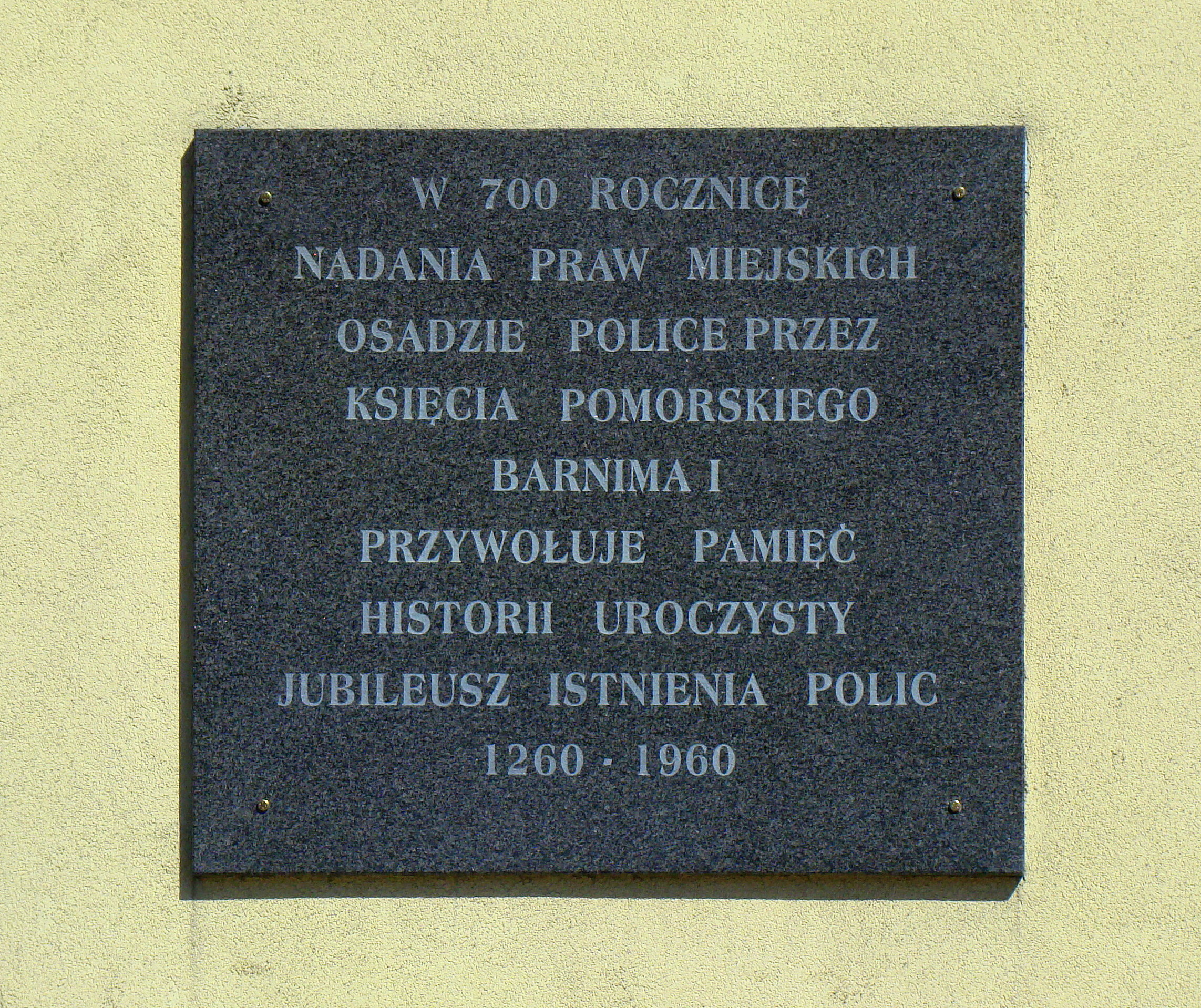
Pamiątkowa tablica, Rynek Starego Miasta w Policach
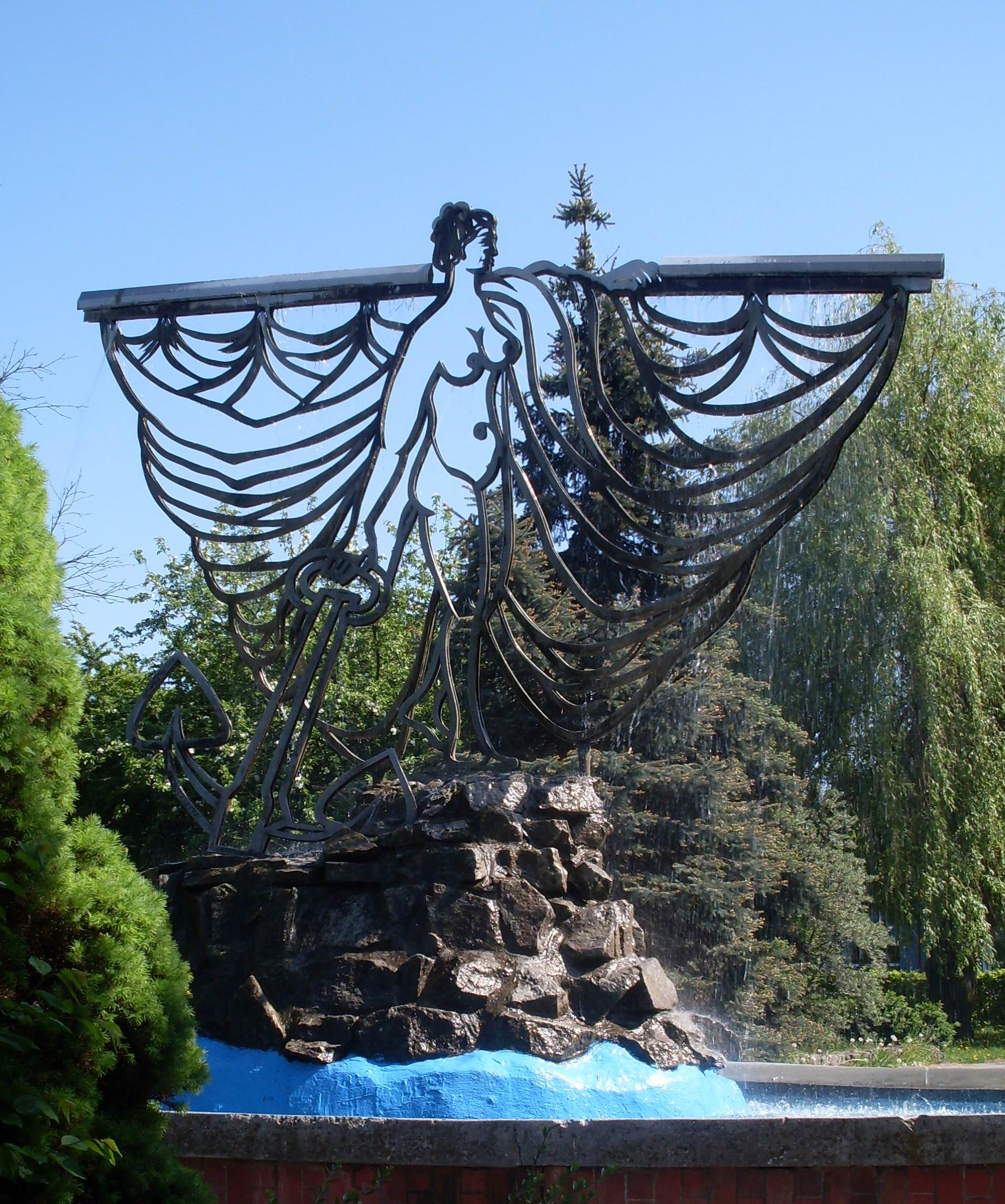
Fontanna Sediny na Placu Chrobrego, Rynek Starego Miasta w Policach
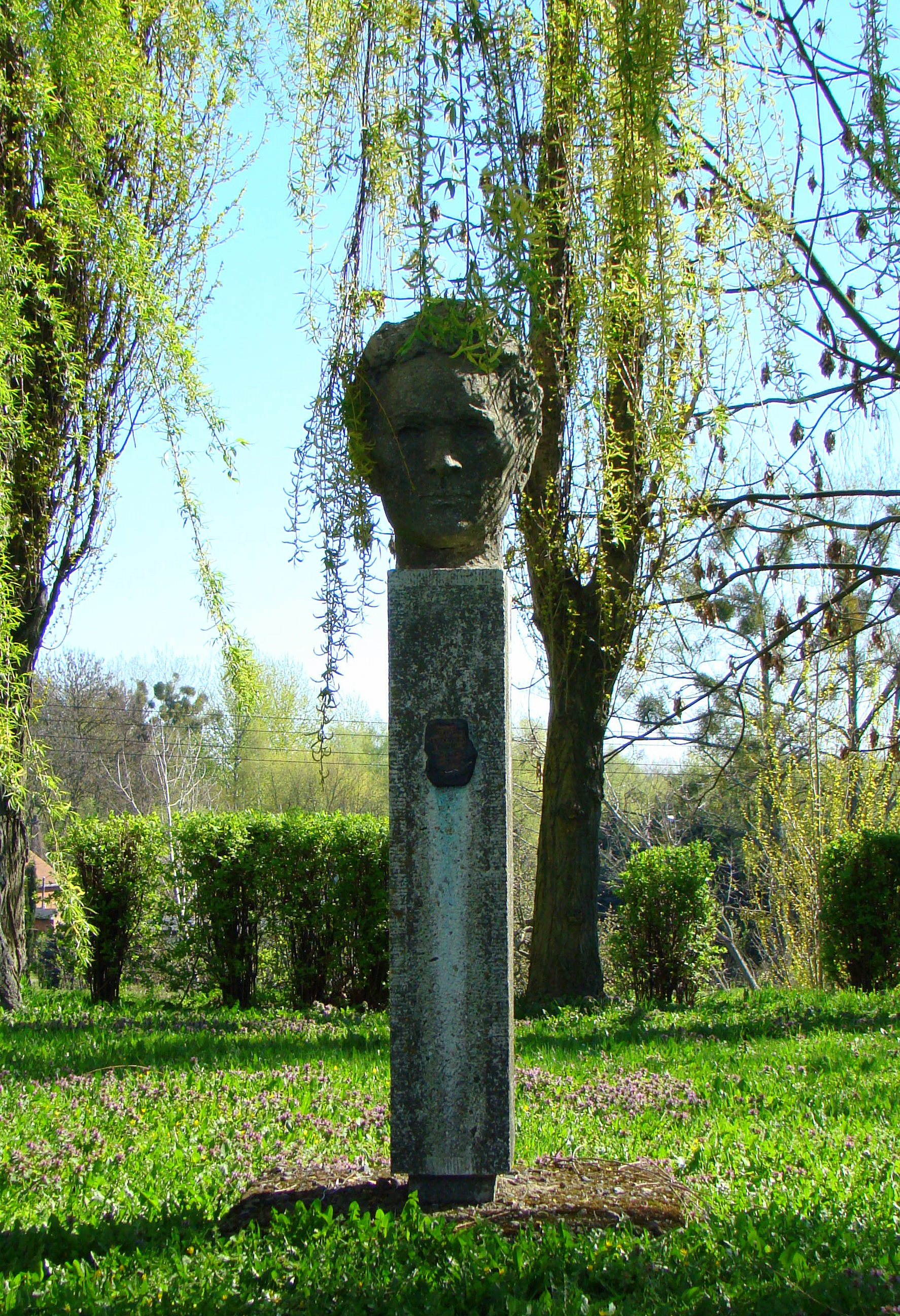
Pomnik Marii Skłodowskiej-Curie, Rynek Starego Miasta w Policach
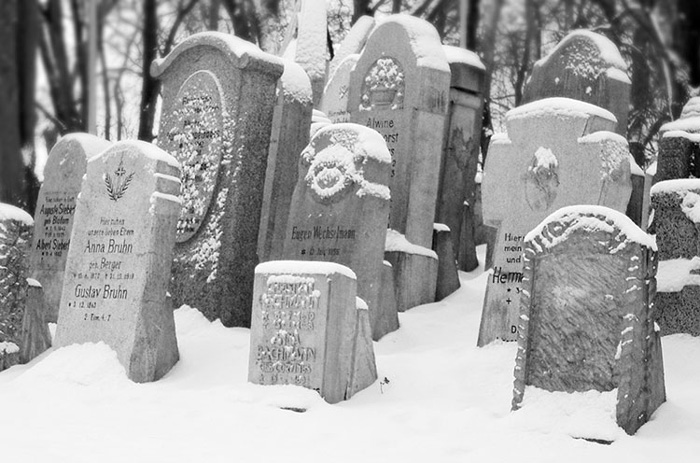
Lapidarium Polickie w Parku Staromiejskim
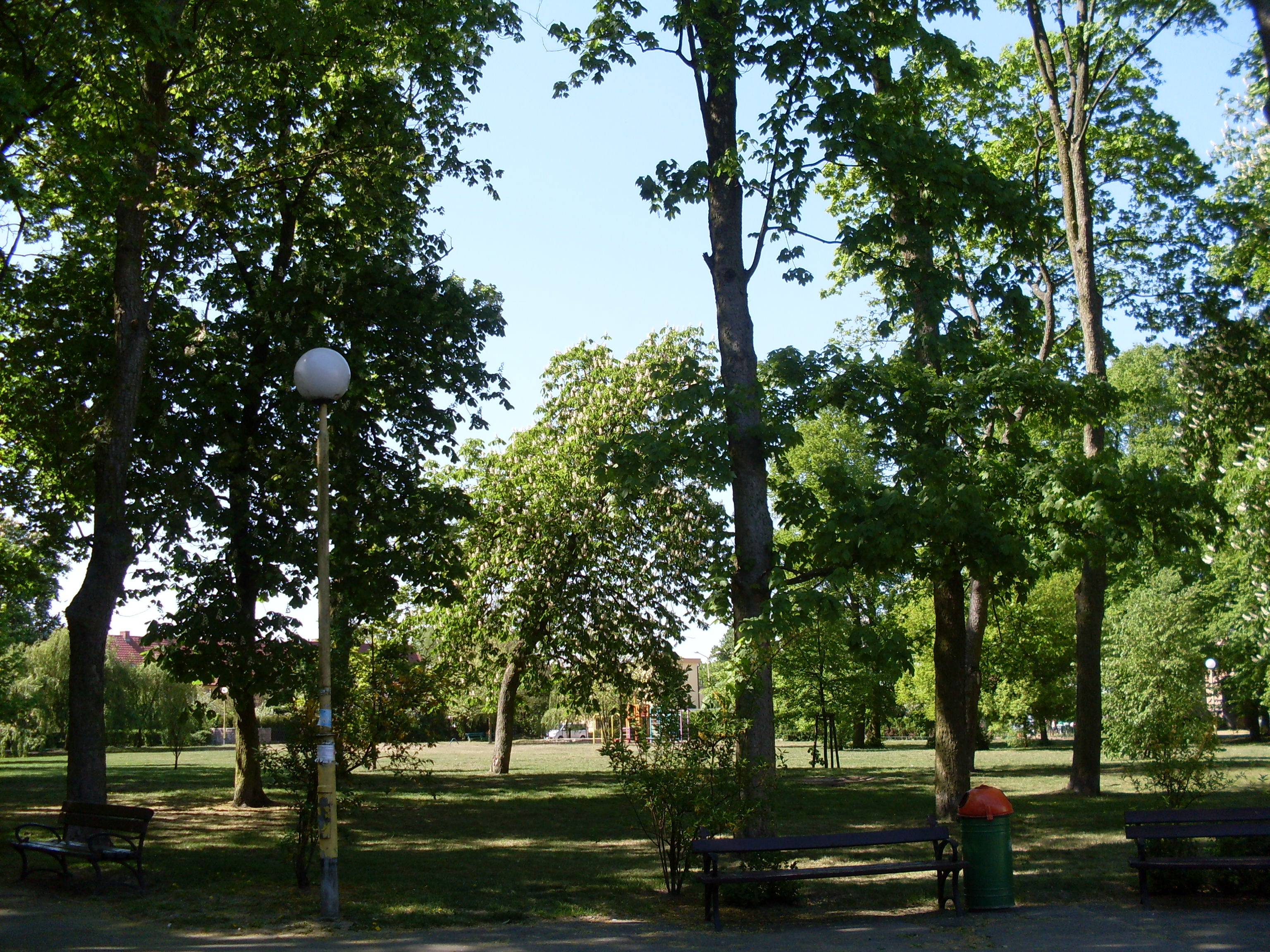
Park Staromiejski

## Główne ulice i place
- Ulica Grunwaldzka
- Ulica Generała Tadeusza Kościuszki
- Ulica Wojska Polskiego
- Ulica Józefa Piłsudskiego
- Plac Bolesława Chrobrego
- Plac Nieznanego Żołnierza

## Transport i turystyka
- 114 – Droga wojewódzka nr 114 prowadzi
  - na zachód do dzielnicy Nowe Miasto i do Tanowa a dalej (Droga wojewódzka nr 115) do Dobieszczyna i Szczecina.
  - na północ do dzielnicy Jasienica, wsi Trzebież i miasta Nowe Warpno.
- Linie autobusowe SPPK: F (linia pośpieszna), 101, 102, 103, 106, 109, 111, linia samorządowa (S). Komunikacja w Policach i Szczecinie – trasy linii i rozkłady jazdy w artykułach „Komunikacja miejska w Policach” i „Komunikacja autobusowa w Szczecinie”.
- Dworzec Police na linii kolejowej Szczecin-Police-Trzebież (aktualnie brak przewozów osobowych).
- Urząd pocztowy Police-1 (kod 72-010) przy ul. Grunwaldzkiej.

Szlaki w Puszczy Wkrzańskiej:
- Szlak Policki z Rynku w kierunku wschodnim przez Police – Nowe Miasto, Trzeszczyn i Stare Leśno do Bartoszewa,
- Szlak „Puszcza Wkrzańska”

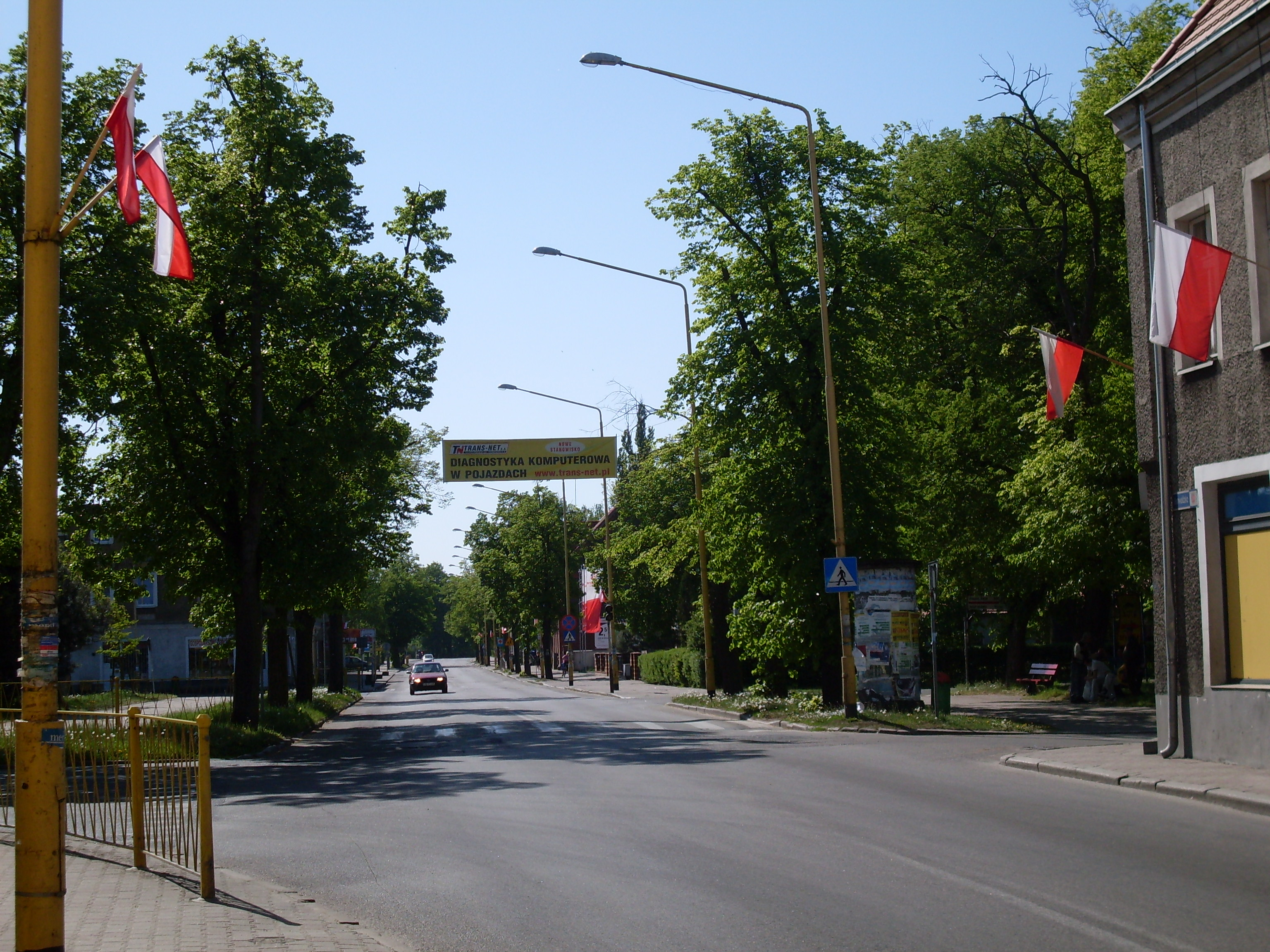
Ulica Grunwaldzka w Policach
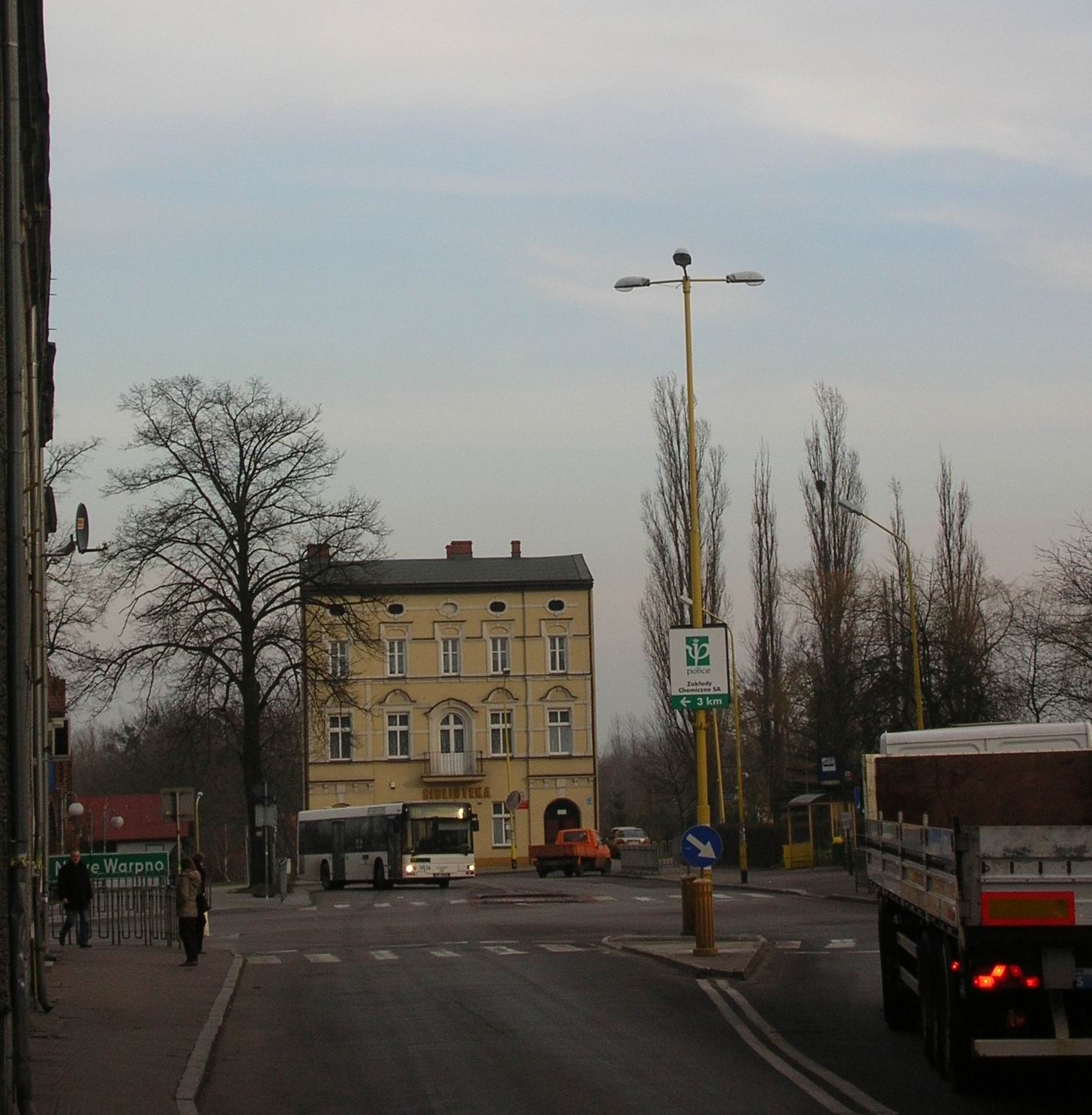
Droga wojewódzka nr 114, Rynek Starego Miasta i ul. Grunwaldzka
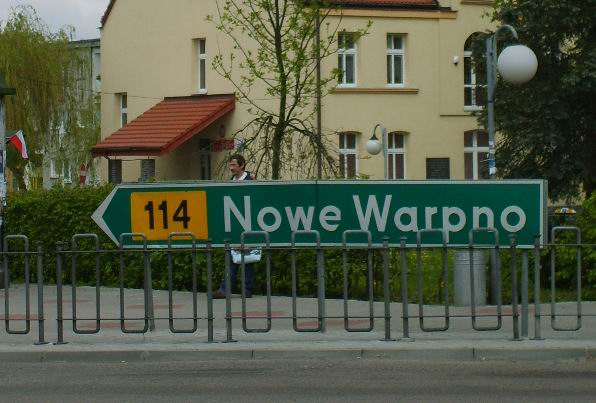
Drogowskaz, Rynek Starego Miasta w Policach
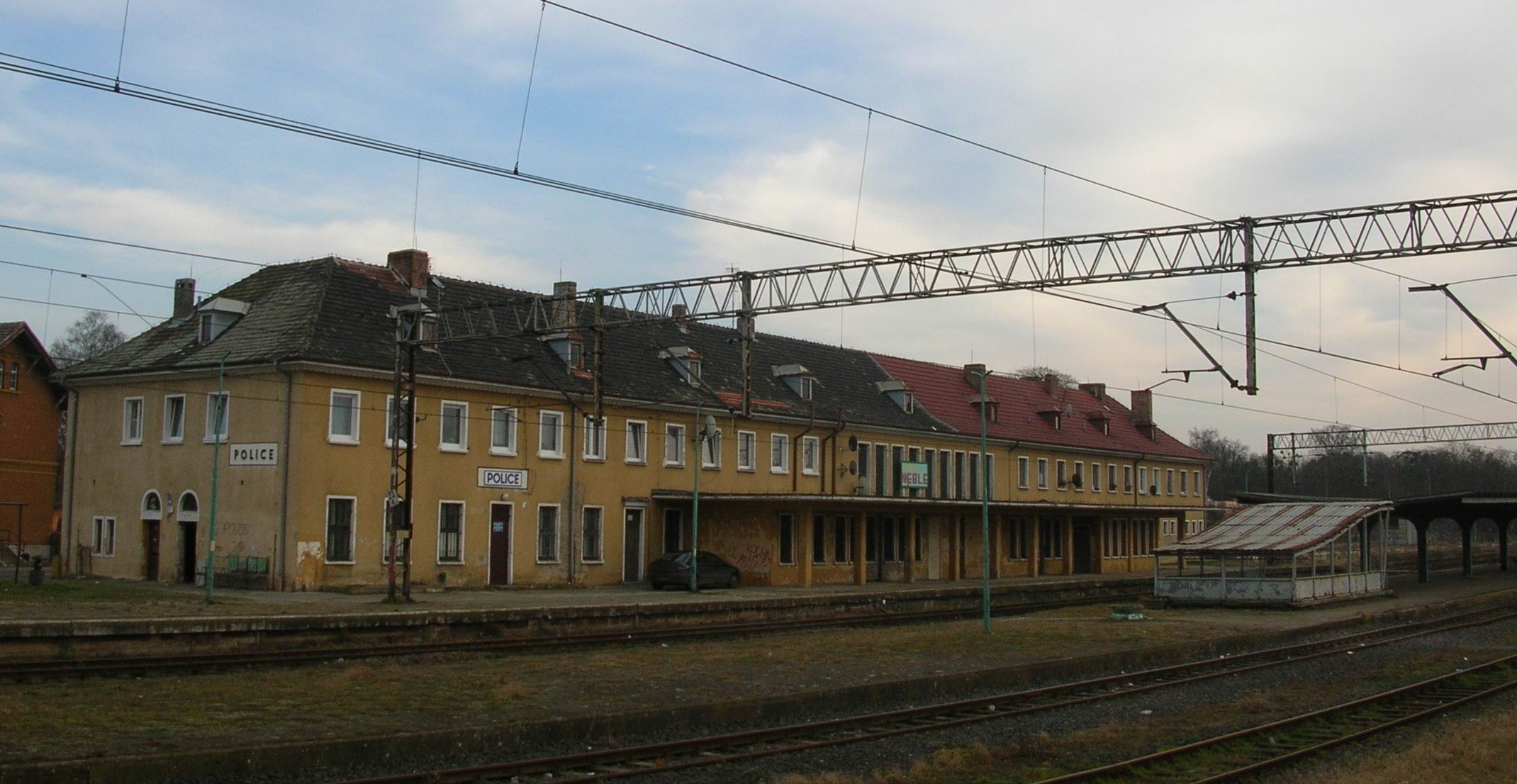
Dworzec Główny w Policach
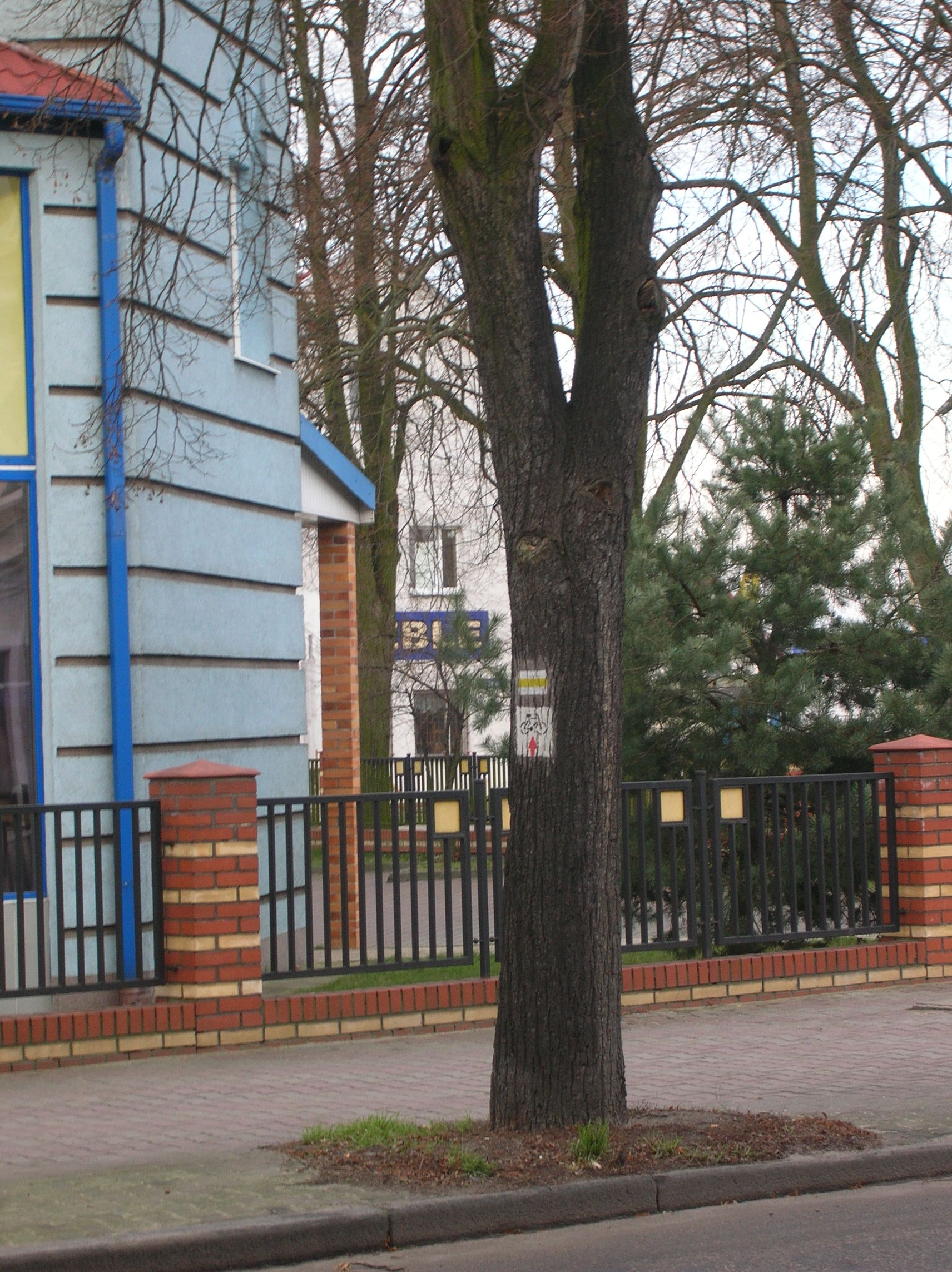
Pieszy Szlak Policki i rowerowy Szlak „Puszcza Wkrzańska” (oznaczenie na drzewie) w Starym Mieście w Policach, ul. Grunwaldzka
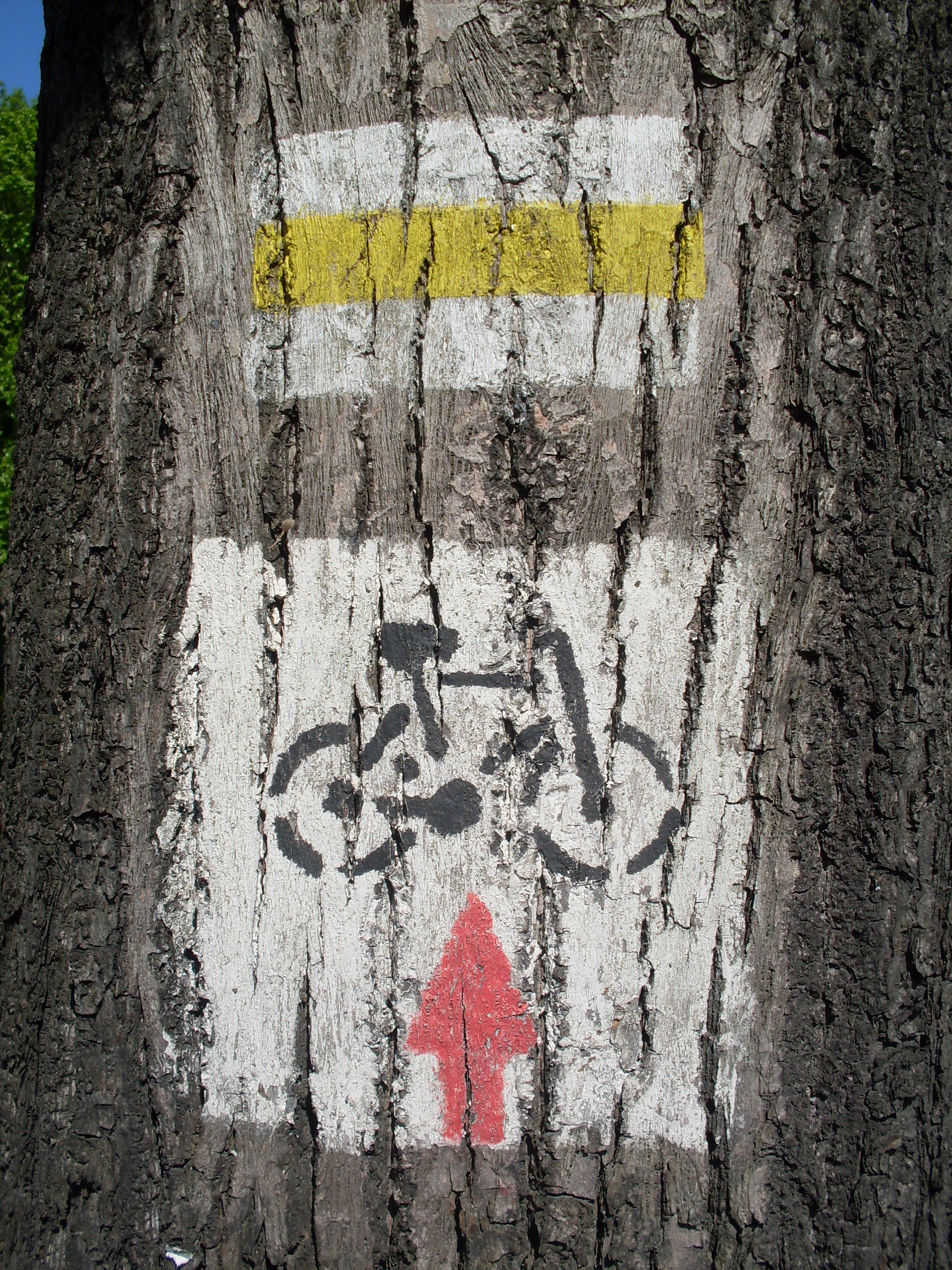
Pieszy Szlak Policki i rowerowy Szlak „Puszcza Wkrzańska”